# Oxana Jurjewna Grischina
Oxana Jurjewna Grischina (russisch Оксана Юрьевна Гришина; * 27. November 1968 in Tula) ist eine ehemalige russische Bahnradsportlerin.

## Leben
Fast 20 Jahre gehörte Oxana Grischina zur Weltelite der Bahnsprinterinnen. 1990 hatte sie ersten großen internationalen Erfolg, als sie beim Sprint-Klassiker Grand Prix de Paris Dritte wurde. Sowohl 1994 wie 1997 belegte sie den dritten Platz bei Bahn-Weltmeisterschaften. 2003, bei der Bahn-WM in Stuttgart, wurde sie Dritte im Keirin.
Zweimal nahm Oxana Grischina am Olympischen Spielen teil, 1996 sowie 2000 in Sydney, wo sie die Silbermedaille im Sprint errang. Sie betrieb Leistungsradsport bis 2007, als sie beim Weltcuprennen in Manchester Zweite im Keirin wurde.